# Kasematte

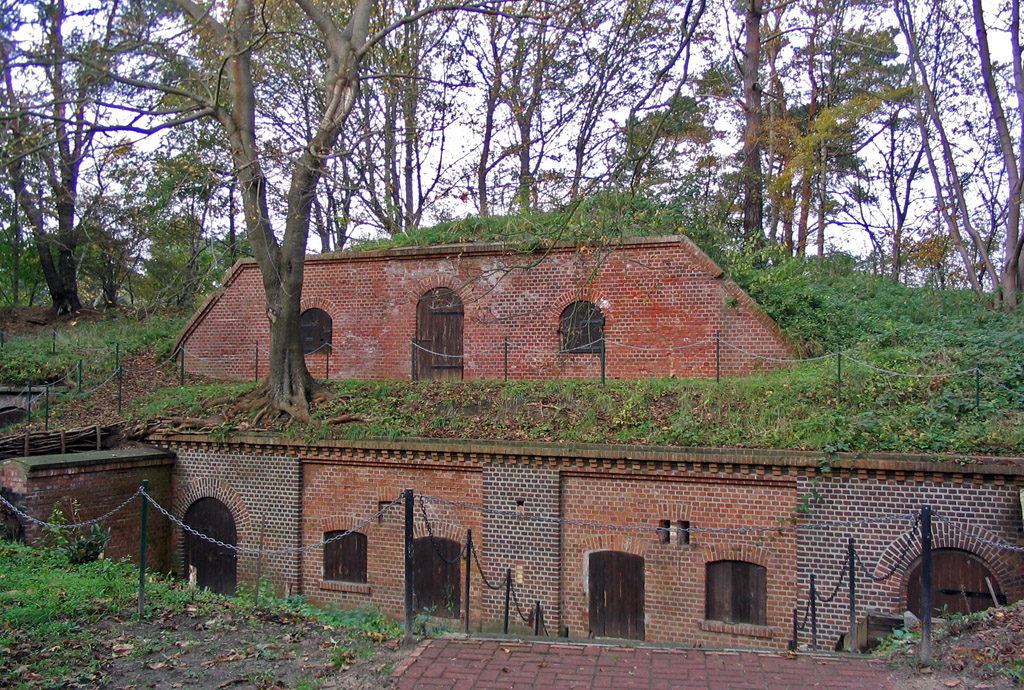
Kasematte der Festung Dänholm

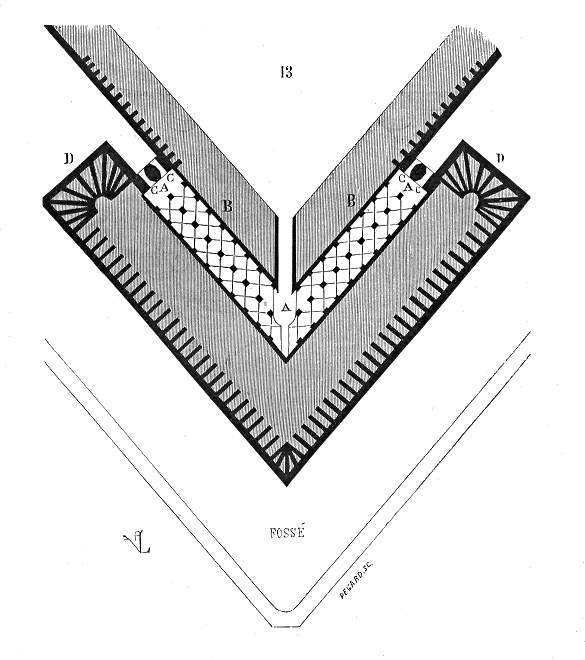
Defensionskasematte (A) im Innern einer Bastion, Zugang zu den Schützenstellungen (C) in der Flanke

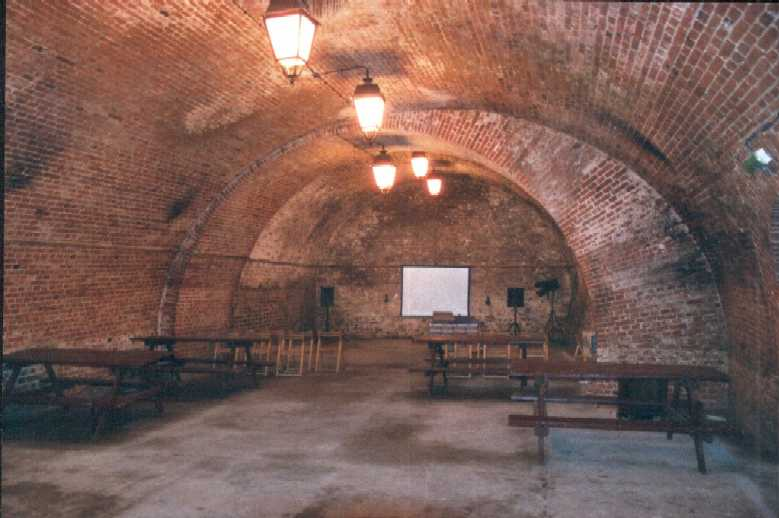
Festung Küstrin (Altstadt): Restaurierte Kasematte der Bastion „Philipp“

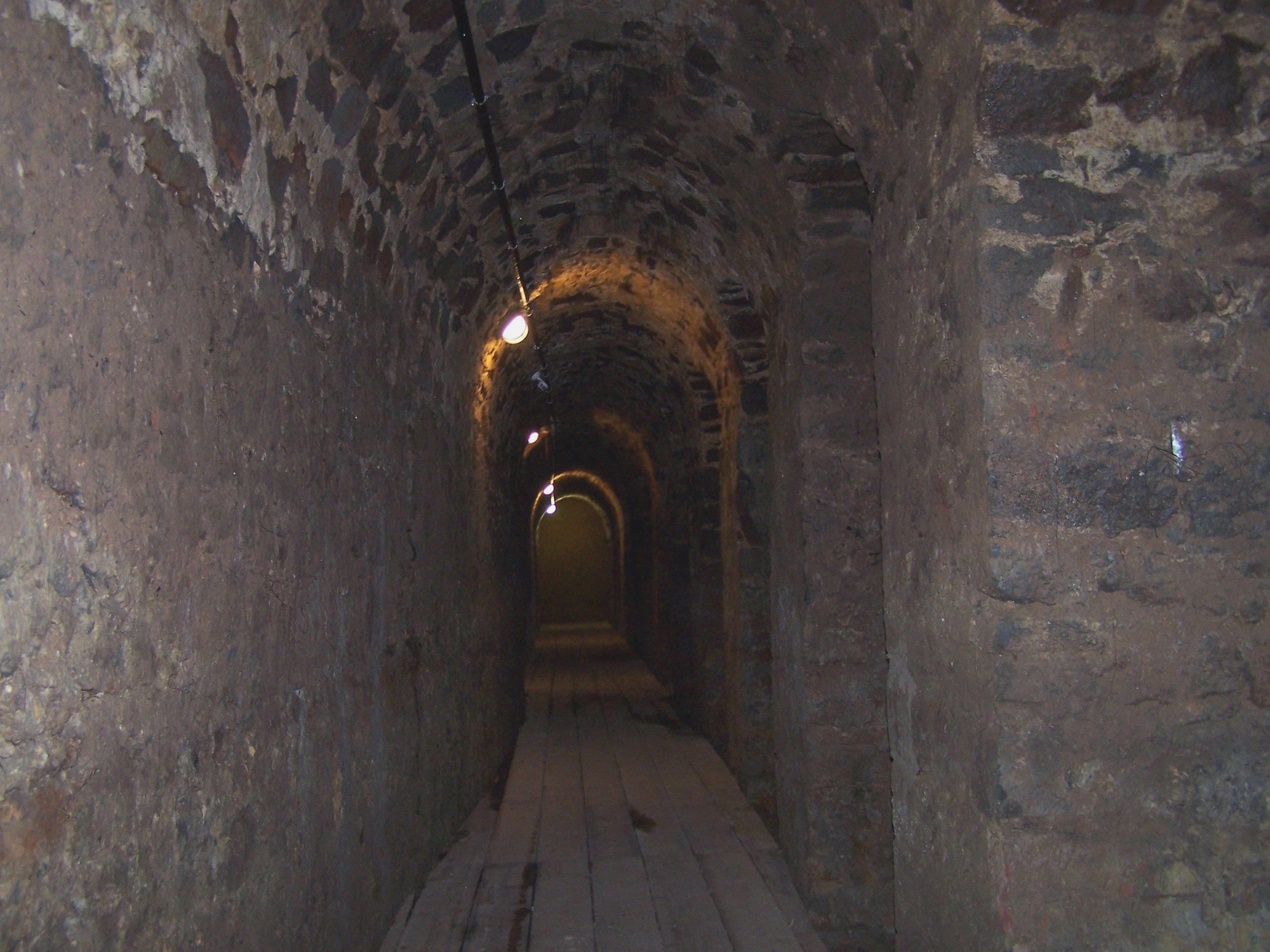
Kasematten unter der Friedberger Bastion der Stadtbefestigung in Frankfurt-Innenstadt, Bleichstraße

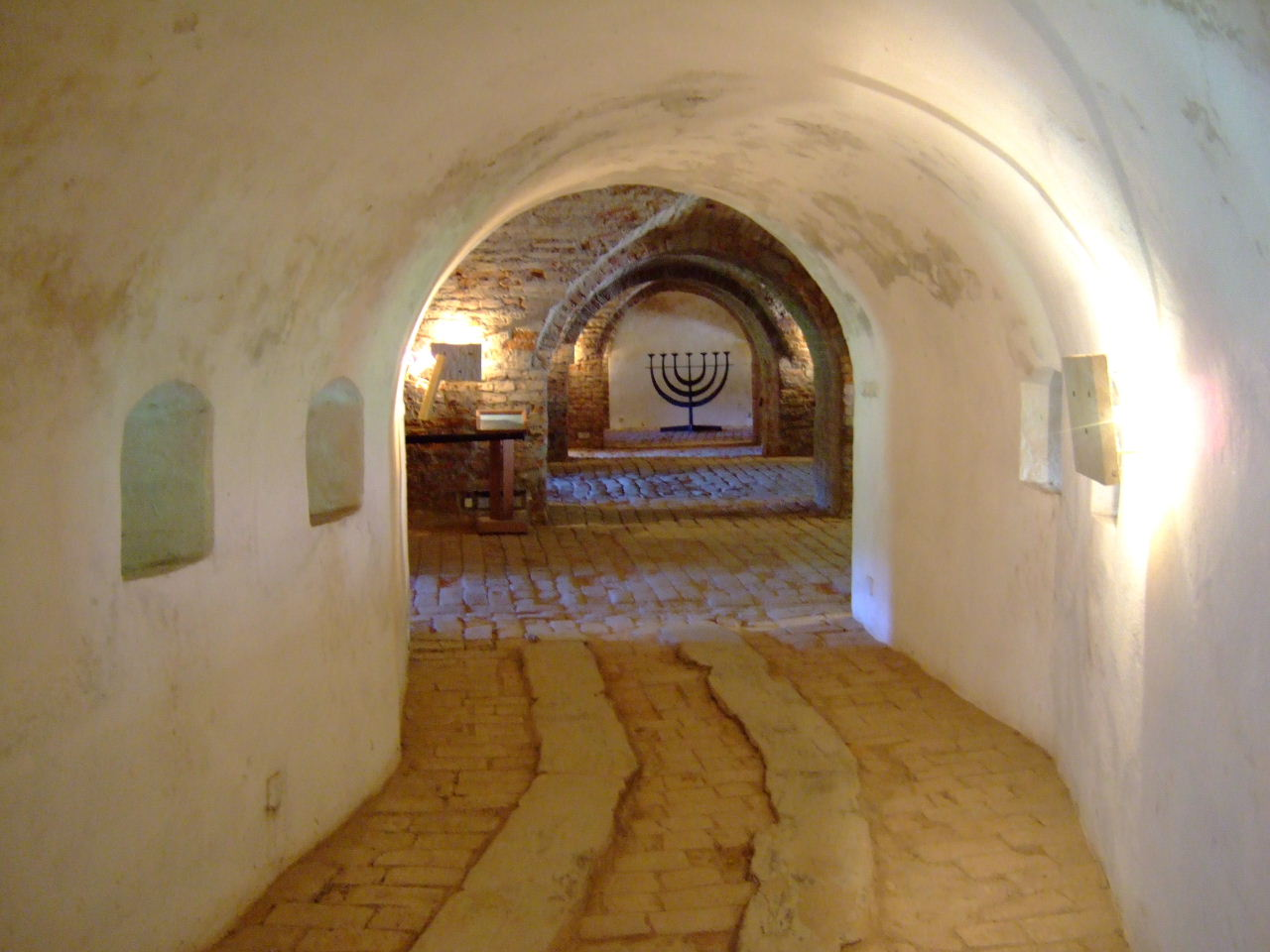
Kasematte der Festung Theresienstadt – bis 1945 zentrale Leichenhalle

Eine Kasematte ist ein vor Artilleriebeschuss geschütztes Gewölbe im Festungsbau.

## Wortherkunft
Kasematte leitet sich von gleichbedeutend französisch casematte ab, das selbst über ein mittelfranzösisches casemate auf italienisch casamatta, „Wall-, Festungsgewölbe“, zurückgeht. Der Ursprung des italienischen Wortes ist umstritten; möglich ist eine Herkunft von altgriechisch χάσμα chásma „klaffende Öffnung, Spalte, Schlund, Erdkluft“, dessen Plural χάσματα chásmata lautet, aber auch die Kombination der lateinischen Wörter casa, „Häuschen, Hütte“, und matta, „Matte, aus Schilf und ähnlichem bestehende Decke“, ist als Ausgangsform denkbar.

## Kasematten im Festungsbau
Im frühen Festungsbau wurden die zu Verteidigungszwecken angelegten unterirdischen Gewölbe auch als Mordgrube bezeichnet.
Die Beschusssicherheit einer Kasematte erreichte man zunächst durch hohe Mauerstärken und insbesondere durch die Einwölbung, zu der rasch eine Erdüberdeckung hinzukam. Mit der Einführung der Brisanzgeschosse im 19. Jahrhundert wurden Kasematten aus Beton bzw. Stahlbeton notwendig. Diejenigen Mauern, die Gewölbe tragen, heißen Widerlager oder Pfeiler, und diejenigen, die die Widerlager miteinander verbinden und die Gewölbe abschließen, Stirnmauern. Dient die äußere Umfassungsmauer zugleich als Widerlager, so erhält man die Parallelkasematte. Stehen sie im rechten Winkel dazu, so spricht man von einer Perpendikularkasematte. Bei dieser zieht der Einsturz der Umfassungsmauer nicht auch den der Decke nach sich.
Man unterschied Kasematten für Mannschaften (Wohn- und Bereitschaftskasematten) und für die Aufnahme von Vorräten (Aufbewahrungskasematten). Zur Gewehr- oder Geschützverteidigung wurden Defensionskasematten oder Defensionskasernen angelegt. Diese konnten beispielsweise zu den Kanonenhöfen in der Bastionsflanke führen.

## Kasemattgeschütz

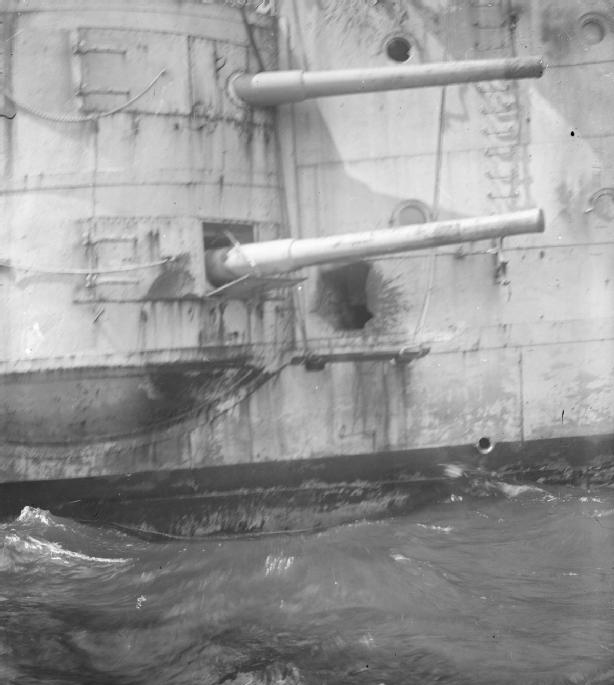
Vordere Steuerbord-Kasematten der Kent mit Beschädigung durch Granaten nach dem Seegefecht bei den Falklandinseln

Bei Schiffsbewaffnung und bei Festungen bezeichnet der Begriff Kasemattgeschütz, dass das Geschütz hinter einer Panzerwand aufgestellt ist und das Rohr durch eine bewegliche Schartenblende, die sich mit der Elevation des Geschützes um eine Achse mitdreht, nach außen geführt wird. Die zylindersegmentartige Form dieser Blende erweckt oft den Eindruck, es wäre ein kompletter Geschützturm in die Kasematte eingebaut, was aber fast nie der Fall war.

## Kasemattenbahnen
Um in den engen Gängen der Kasematten den Nachschub besser transportieren zu können, wurden ab dem 19. Jahrhundert manche Kasematten mit sogenannten Kasemattenbahnen ausgestattet, mit denen große Mengen an militärischen Gütern schnell und effizient an ihr Ziel gebracht werden konnten.
Beispiele solcher Kasemattenbahnen finden sich am Atlantikwall, bei den Befestigungsanlagen in den Ardennen, der Maginot-Linie, in Teilen der Festungsfront Oder-Warthe-Bogen („Ostwall“), in Teilen des Tschechoslowakischen Walls und britischen Hafenfestungen.

## Öffentlich begehbare Kasematten

### Deutschland

#### Baden-Württemberg
- Burg Hohenzollern
- Kirchheim unter Teck, (Schloss Kirchheim, ehemalige Landesfestung)
- Neuffen, Hohenneuffen
- Rastatt
- Bundesfestung Ulm

#### Bayern
- Festung Rosenberg, Kronach[2]
- Forchheim (Oberfranken)
- Ingolstadt
- München, ehem. Neuveste, heute unter Münchner Residenz
- Nürnberg, u. a. unter den Burgbasteien der Nürnberger Burg
- Plassenburg, Kulmbach
- Rothenberg (Festung)
- Rothenburg ob der Tauber
- Schnaittach
- Wülzburg
- Würzburg (Verbindung Festung Marienberg zum Maschikuliturm, nur 5× jährlich geöffnet)

#### Berlin
- Zitadelle Spandau
- Fort Hahneberg in Spandau-Staaken

#### Brandenburg
- Fort Gorgast

#### Hamburg
- Kasematten der ehem. Festungsstadt Hamburg

#### Hessen
- Dillenburger Schloss
- Frankfurt am Main
- Marburger Schloss, Marburg
- Burg Königstein, Königstein

#### Mecklenburg-Vorpommern
- Insel Dänholm bei Stralsund
- Festung Dömitz
- Festung Spantekow

#### Niedersachsen
- Festung Grauerort (Abbenfleth/Stade)
- Fort Kugelbake, Cuxhaven
- Hildesheim (Käsekeller)
- Schloss Landestrost, Neustadt am Rübenberge
- Bad Pyrmont
- Festung Wilhelmstein
- Wolfenbüttel

#### Nordrhein-Westfalen
- Sparrenburg (Bielefeld)
- Burg Brüggen
- Düsseldorf (Düsseldorfer Kasematten)
- Zitadelle Jülich
- Köln (Kölner Festungsmuseum)
- Mönchengladbach
- Rees
- Rheydt

#### Rheinland-Pfalz
- Festung Germersheim
- Festung Ehrenbreitstein in Koblenz
- Fort Großfürst Konstantin in Koblenz
- Zitadelle Mainz
- Mainzer Kasematten (an der Augustusstraße, überbaut durch Hotel Novotel, vormals Dorint)

#### Saarland
- Saarbrücken
- Saarlouis

#### Sachsen
- Moritzbastei der ehem. Festung Leipzig
- Museum Festung Dresden, Dresdner Befestigungsanlagen, Kasematten unter Brühlscher Terrasse
- Festung Königstein
- Festung Torgau
- Festung Sonnenstein in Pirna, nach Anmeldung
- Burg Gnandstein, spätgotischer Wehrkeller (frühe Form der Kasematten) mit Senkscharten für den Einsatz von Feuerwaffen

#### Sachsen-Anhalt
- Burg Querfurt, Gang zum Suedrondell, auf Anmeldung
- Burg Regenstein
- Zitadelle Magdeburg
- Kasematte bei Halberstadt
- Teile der Kasematten der Festungsruine Burg Wendelstein im unteren Unstruttal

#### Schleswig-Holstein
- Festung Friedrichsort

#### Thüringen
- Zitadelle Cyriaksburg, Erfurt
- Zitadelle Petersberg, Erfurt, nur zu seltenen Terminen
- Schloss Friedenstein in Gotha

### Außerhalb Deutschlands

#### Dänemark
- Schloss Aalborghus, ehem. Festung
- Schloss Kronborg

#### Frankreich
- Zitadelle von Bitsch
- Fort Douaumont
- Fort de Vaux
- Fort des Basses Perches

#### Gibraltar
- Gibraltar

#### Litauen
- Wasserburg Trakai

#### Luxemburg
- Kasematten der Stadt Luxemburg

#### Niederlande
- Festung Kornwerderzand
- Fort Sint Pieter, Maastricht
- Naarden

#### Österreich
- Kasemattenbühne in Graz
- Festung Kufstein
- Kasematten Wiener Neustadt

#### Polen
- Feste Boyen, Giżycko/Lötzen
- Festung Küstrin, Kostrzyn nad Odrą
- Festung Silberberg, Stoszowice
- Festung Swinemünde, im Westfort und Fort Gerhard, Swinemünde
- Festung Weichselmünde, Danzig
- Fort IV der Festung in Toruń, Toruń

#### Schweiz
- Festung Cindey
- Festung Furggels
- Artillerie-Festung Heldsberg bei St. Margrethen
- Burg Munot in Schaffhausen
- Fort du Scex bei Saint-Maurice
- Festung Vitznau

#### Tschechien
- Burg Eger in Cheb
- Festung "Hůrka", Festungs- und Bunkermuseum bei Králíky
- Festung Špilberk in Brünn
- „kleine Festung“ (Zitadelle), sowie Stadtfestung Theresienstadt
- Festung Vyšehrad in Prag

## Kriegsschiffbau
Die seitlich am Rumpf eingebauten Geschützräume artilleristisch bewaffneter Kriegsschiffe wurden (im Gegensatz zu den Geschütztürmen) ebenfalls als Kasematten bezeichnet.